# Archivio di Stato di Cremona
L'Archivio di Stato di Cremona è l'ufficio periferico del Ministero della Cultura  che per legge conserva la documentazione storica prodotta dagli enti pubblici della provincia di Cremona e per deposito volontario, custodia temporanea, donazione o acquisto ogni altro archivio o raccolta documentaria di importanza storica.

## Storia
In ottemperanza alla legge n. 2006 del 1939 che richiedeva l'istituzione di un Archivio di Stato in ogni provincia italiana, l'Archivio di Stato di Cremona fu istituito con decreto ministeriale del 21 novembre 1955, e iniziò a essere operativo nel 1958.
L'edificio che ora ospita l'Archivio di Stato di Cremona fu progettato dall'ingegnere Alfredo Signori e completato nel 1906 come sede dell'Istituto Manini, fondato nel 1837 dal sacerdote Ferdinando Manini per l'assistenza e l'educazione di giovani indigenti. L'Archivio di Stato vi si trasferì nel 1979.
Oltre ai fondi degli Uffici dello Stato usualmente conservati negli Archivi di Stato, quello di Cremona conserva l'Archivio del Comune di Cremona, ricco di documenti e pergamene medioevali. Relativamente alla zona di Crema, che fino al 1797 fu parte delle Repubblica di Venezia, poco è invece conservato per il periodo precedente all'Unità d'Italia. L'Archivio conserva inoltre i fondi di numerose famiglie della città, tra cui quelli delle famiglie Ala Ponzone e Albertoni.